# Far betaler
Far betaler er en dansk film fra 1946. Et herligt og ukompliceret lystspil.
- Manuskript Arvid Müller.
- Instruktion Johan Jacobsen.

Blandt de medvirkende kan nævnes:
- Gunnar Lauring
- Randi Michelsen
- Astrid Villaume
- Kjeld Petersen
- Preben Neergaard
- Grethe Thordahl
- Helge Kjærulff-Schmidt
- Charles Wilken
- Schiøler Linck
- Gunnar Lemvigh
- Paul Hagen